# Lednik Bol'shoy Berel'skiy
Lednik Bol'shoy Berel'skiy är en glaciär i Kazakstan. Den ligger i den östra delen av landet, 1 100 km öster om huvudstaden Astana. Lednik Bol'shoy Berel'skiy ligger 2 376 meter över havet.
Terrängen runt Lednik Bol'shoy Berel'skiy är huvudsakligen bergig, men åt sydost är den kuperad. Runt Lednik Bol'shoy Berel'skiy är det mycket glesbefolkat, med 2 invånare per kvadratkilometer. Det finns inga samhällen i närheten. Trakten runt Lednik Bol'shoy Berel'skiy är permanent täckt av is och snö.